# Li Xiaopeng (Fußballspieler)
Li Xiaopeng (chinesisch 李宵鵬, Pinyin Lǐ Xiāopéng; * 20. Juni 1975 in Qingdao) ist ein ehemaliger chinesischer Fußballspieler und aktueller -trainer. Bei der Fußball-Weltmeisterschaft 2002 spielte er in allen Vorrundenspielen mit. Allerdings konnte sich die Mannschaft nicht für das Achtelfinale qualifizieren.

## Leben
Li gilt als einer der besten Mittelfeldspieler Chinas. Erste internationale Erfahrung gewann er bei der AFC U-16-Juniorenmeisterschaft 1992, wo seine Mannschaft Asien-Meister wurde. Dadurch konnte sich China für die FIFA U-17-Weltmeisterschaft 1993 in Japan qualifizieren.
Seine Profilaufbahn begann 1994, als er von seinem Heimatklub Shandong Luneng Taishan unter Vertrag genommen wurde.
Während seiner 12-jährigen Karriere spielte er nur für diesen Klub, was im heutigen Fußball eine Seltenheit geworden ist. 1999 konnte er mit seinem Team das Double gewinnen.
Auf internationaler Ebene folgte dann die Qualifikation für die Fußball-Weltmeisterschaft 2002 in Südkorea und Japan, allerdings schied die chinesische Nationalmannschaft bereits in der Vorrunde aus.
2005 beendete Li seine Karriere und arbeitete zuerst als Trainer für die Juniorenmannschaften von Shandong Luneng Taishan. Im März 2008 wurde er schließlich in sein aktuelles Amt berufen, in dem er für die Zusammenstellung einer konkurrenzfähigen Frauenmannschaft für die Nationalen Spiele im Oktober 2008 verantwortlich war.
Am 3. Dezember 2021 wurde er Nachfolger von Li Tie als Nationaltrainer Chinas, da Li Tie nach mäßigen Leistungen der Mannschaft in der Qualifikation für die WM 2022 zurückgetreten war. Aber da die ersten beiden Spiele in seiner Amtszeit verloren wurden, haben die Chinesen schon vor den beiden letzten Qualifikationsspielen keine Chance mehr, die WM-Endrunde zu erreichen.